# Franco Nero
Franco Nero, vlastním jménem Francesco Clemente Giuseppe Sparanero, (* 23. listopadu 1941 San Prospero u Parmy) je italský zpěvák a herec.
Pochází ze skromných poměrů severoitalského venkova. Už od svého dětství chtěl být hercem, od školních let hrál i zpíval v ochotnickém divadelním souboru, zpíval i s jazzovou kapelou. Opernímu zpěvu se věnoval i v Miláně během svých vysokoškolských studií ekonomie. Během své vojenské služby zajížděl do Říma, kde účinkoval ve fotorománech, pracoval zde jako osvětlovač a asistent kamery při natáčení dokumentárních filmů. Chtěl se stát režisérem, nicméně náhoda tomu chtěla, že začal být od roku 1964 obsazován nejprve do drobných či epizodních rolí. Pro první velkou filmovou roli si ho vybral americký režisér John Huston do jím natáčeného velkofilmu Bible, kde hrál Ábela. Poté následovala série ušlechtilých a kladných hrdinů v různých dobrodružných a komerčních snímcích a v italských spaghetti westernech – z nich patrně vůbec nejznámější v České republice byla parodická westernová komedie Vůně cibule.
Celá umělecká kariéra Franca Nera je nejen velice pestrá, bohatá ale i umělecky značně nevyrovnaná. Hrál kladné i záporné hrdiny, hrál policisty, detektivy, zloděje i desperáty, účinkoval ve filmu a v televizi v umělecky zcela podřadných komerčních snímcích stejně tak jako ve velmi hodnotných uměleckých dílech. Za svůj život si zahrál zhruba ve 150 různých snímcích různé provenience i úrovně, mimo jiné i v českém filmu Post Coitum nebo v koprodukčním filmu Juraje Jakubiska Bathory.
S herečkou Vanessa Redgraveovou má syna Carla Nera, který je scenárista a režisér.

## Filmografie
- 1964 Ragazza in prestito, La
- 1965 Celestina P... R..., La
- 1965 Criminali della galassia, I.
- 1965 Uomini dal passo pesante, Gli
- 1965 Znal jsem ji dobře
- 1966 Adios Django
- 1966 Bible
- 1966 Diafanoidi vengono da Marte, I.
- 1966 Django
- 1966 Tecnica di un omicidio
- 1966 Tempo di massacro
- 1966 Terzo occhio, Il
- 1967 Camelot / Král Artuš a jeho družina
- 1967 Morte viene dal pianeta Aytin, La
- 1968 Bez slitování
- 1968 Den sovy
- 1968 Uomo, l'orgoglio, la vendetta, L
- 1968 Žoldnéř
- 1969 Bitva na Neretvě
- 1969 Detective, Un
- 1969 Dio è con noi
- 1969 Tranquillo posto di campagna, Un
- 1970 Tristana
- 1970 Vamos a matar, compañeros
- 1970 Virgin and the Gypsy, The
- 1971 Devil's Crude
- 1971 Dropout
- 1971 Giornata nera per l'ariete
- 1971 Killer from Yuma
- 1971 Přiznání policejního komisaře prokurátorovi republiky
- 1971 Vyšetřování skončilo – zapomeňte
- 1972 Amigos, Los'
- 1972 Pope Joan
- 1972 Vacanza, La
- 1972 Viva la muerte... tua!
- 1973 Bílý tesák
- 1973 Guappi, I.
- 1973 Moine, Le
- 1973 Polizia incrimina la legge assolve, La
- 1973 Senza ragione
- 1973 Zločin na Matteottim / Matteottiho vražda
- 1974 Úctyhodní lidé
- 1974 Cittadino si ribella, Il
- 1974 Corruzione al palazzo di giustizia
- 1974 Návrat bílého tesáka
- 1974 Perché si uccide un magistrato?
- 1974 Poslední dny Mussoliniho
- 1975 Legend of Valentino, The (TV film)
- 1975 Vůně cibule
- 1976 21 Hours at Munich (TV film)
- 1976 Keoma
- 1976 Magiciens, Les
- 1976 Marcia trionfale
- 1976 Scandalo
- 1977 Autostop rosso sangue
- 1977 Sahara Cross
- 1978 Oddíl 10 z Navarone / Komando 10 z Navarone
- 1978 The Pirate (TV film)
- 1979 Rose di Danzica, Le (TV seriál)
- 1979 Dramma borghese, Un
- 1979 Lovec žraloků
- 1979 Visitor, The
- 1980 Giorno del Cobra, Il
- 1980 Man with Bogart's Face, The
- 1981 Ninja přichází
- 1981 Salamandr
- 1982 Bandito dagli occhi azzurri, Il
- 1982 Grog
- 1982 Kamikaze 1989
- 1982 Mexiko v plamenech – Rudé zvony
- 1982 Querelle
- 1982 Viděl jsem zrod nového světa – Rudé zvony
- 1983 Richard Wagner (TV seriál)
- 1983 Banovic Strahinja
- 1984 Last Days of Pompeii, The (TV seriál)
- 1984 André schafft sie alle
- 1984 Försterbuben, Die (TV film)
- 1985 Marinaio e mezzo, Un (TV film)
- 1985 Pentito, Il
- 1986 Altare per la patria, Un (TV film)
- 1986 Dívka
- 1986 Sweet Country
- 1986 Tre giorni ai tropici
- 1987 Django se vrací
- 1987 Generál (TV seriál)
- 1988 Blue Blood (TV seriál)
- 1988 Promessi sposi, I. (TV seriál)
- 1988 Mladý Toscanini
- 1988 Pygmalion 88
- 1988 Run for Your Life
- 1988 Top Line
- 1988 Windmills of the Gods (TV film)
- 1989 Magdalene
- 1989 Magistrato, Il (TV film)
- 1989 Oggi ho vinto anch'io (TV film)
- 1990 Amelia López O'Neil
- 1990 Diceria dell'untore
- 1990 Smrtonosná past 2
- 1991 Bratři a sestry
- 1991 Dotknout se a zemřít
- 1991 Julianus barát (TV film)
- 1991 Julianus barát II. (TV film)
- 1991 Julianus barát III. (TV film)
- 1991 Mladá Kateřina Veliká (TV film)
- 1992 From Time to Time
- 1992 Zkouška paměti
- 1993 Babylon Komplott, Das (TV film)
- 1993 Fall Lucona, Der
- 1993 Jonathan degli orsi
- 1993 Zoloto
- 1994 Dračí prsten (TV seriál)
- 1995 Io e il re
- 1996 Sandokan se vrací / Sandokanův návrat (TV seriál)
- 1996 Honfoglalás
- 1996 Italkim Ba'im, Ha-
- 1996 Nevinný spánek
- 1996 Tocco: la sfida, Il
- 1997 Nessuno escluso (TV seriál)
- 1997 Ohnivá poušť (TV seriál)
- 1997 Painted Lady (TV film)
- 1997 Bella Mafia (TV film)
- 1997 David (TV film)
- 1997 Medaglia, La
- 1998 Tesoro di Damasco, Il (TV seriál)
- 1998 Krev andělů
- 1998 Versace Murder, The
- 1999 Cizinec
- 1999 Hlas krve
- 1999 Li chiamarono... briganti!
- 1999 Uninvited
- 1999 White Lies
- 2000 Maestrale
- 2000 Svatý Pavel / Pavel z Tarsu (TV film)
- 2001 Gli angeli dell'isola verde (TV seriál)
- 2001 Křižáci (TV seriál)
- 2001 Chimera
- 2001 Megiddo: The Omega Code 2
- 2001 Ragion pura, La
- 2001 Sacra Corona
- 2001 Ultimo stadio
- 2001 Volpe a tre zampe, La
- 2002 Láska, lži a vášeň (TV seriál)
- 2002 8. Todsünde: Das Toskana-Karussell, Die
- 2002 Fumata blanca
- 2002 Ultimo pistolero, L
- 2003 Cattive inclinazioni
- 2003 Herz ohne Krone (TV film)
- 2004 Guardiani delle nuvole
- 2004 Post Coitum
- 2006 Sacra famiglia, La (TV film)
- 2008 Bathory
- 2008 Mord ist mein Geschäft, Liebling
- 2014 Smrtící nymfa
- 2018 John Wick: Kapitola 2